# Беглецът (сериал, 2000)
„Беглецът“ (на английски: The Fugitive) е американски екшън-драматичен телевизионен сериал, по идея на Рой Хъгинс, излъчвн по CBS от 6 октомври 2000 до 25 май 2001 г.
Той е римейк на едноименния телевизионен сериал от 1963 г., с участието на Тим Дейли в ролята на д-р Ричард Кимбъл и Микелти Уилямсън в ролята на Джерард.

## „Беглецът“ В България
В България сериалът се излъчва по bTV през 2001 г. с български дублаж, в който участват Петя Абаджиева, Стефани Рачева, Иван Иванов, Пламен Манасиев и Георги Георгиев-Гого.